# عشب الليالي
عُشب الليالي (بالفرنسية: L’Herbe des nuits) رواية صدرت عام 2012 للكاتب الفرنسي الحائز على جائزة نوبل للأدب، باتريك موديانو. نُشرت الرواية لأول مرة في سلسلة Collection Blanche لدى دار النشر غاليمار في باريس، وترجمها للعربية توفيق سخان وصدرت في طبعة مشتركة عن منشورات الاختلاف-منشورات ضفاف-دار الأمان.

## نبذة عن الرواية
تدور أحداث رواية "عُشب الليالي" للكاتب الفرنسي باتريك موديانو في أعقاب الحرب العالمية الثانية، حيث يستعرض الكاتب من خلال سرد معقد ومتشابك تجربة الذاكرة والهوية والماضي الغامض في مدينة باريس التي فقدت بريقها وحيويتها خلال تلك الحقبة.فيقدم موديانو في الرواية شخصية "جون" التي تستلم ملفًا من محقق سري، وتتخلله محاولة كشف أسرار الماضي والبحث عن الحقيقة وسط أجواء من الغموض والتوتر السياسي والاجتماعي، خاصة في ظل الفساد والتدخلات الأمنية.
تتسم الرواية بتداخل الواقع بالخيال، والحلم بالحقيقة، وتتجلى في أجواء باريس المعتمة والشوارع الفارغة التي تحمل أصداء الحروب، وهو ما ينعكس على شعور الوحدة والغربة لدى الأبطال.

## تحليل ونقد
الرواية أيضًا تعكس تجربة ما بعد الحرب العالمية الثانية في فرنسا من خلال الشخصيات التي تجسد تجارب الفقد والتشرد والبحث المستمر عن الهوية وسط واقع متغير، وهو ما يشير إليه النقاد بوضوح في ارتباط الرواية بالتاريخ السياسي والاجتماعي لتلك المرحلة.يرى الباحث يوسف أحمد إسماعيل أن "عشب الليالي" تقدم مسافة جمالية فريدة عبر سرد يتحدى التلقي التقليدي، إذ لا يبحث النص عن سرد سير ذاتية تقليدية، بل ينسج علاقة فنية مع القارئ تقوم على استدعاء مفتوح للذاكرة والغياب. إن الرواية لا تتبع دراما صراعية واضحة، وإنما تستغل الغموض والإبهام كأدوات سردية تعكس حالة القلق والاضطراب الداخلي لشخصياتها، فضلاً عن كونها إدانة ضمنية للآثار المدمرة للحرب على المجتمع والحياة الفردية. كما تتجلى أهمية الرواية في قدرتها على استحضار مدينة باريس كفضاء سردي رمزي، تعكس فيه فقدان الأمان، والحنين الممزوج بالخوف، إلى جانب ذلك فإن استخدام موديانو للمذكرات السوداء كأداة فنية، يمنح النص بعدًا تأمليًا عميقًا في طبيعة الذكرى وتداعياتها.
أما الناقدة خديجة مسروق، فتوضح أن الرواية تمثل رحلة نفسية في دهاليز الذكريات المؤلمة، حيث يلتقي الغموض السياسي مع الشخصي، في زمن امتزج فيه النور بالظلام، والحرية بالقيد.كما يشير الناقد دانيال لويس في تحليله للرواية إلى استخدام موديانو للأسلوب السردي المتداخل بين الحلم والواقع كأسلوب يكسر الخط الزمني التقليدي، مما يعكس بدقة حالة الانفصال النفسي والهوية المشتتة التي يعيشها أبطال الرواية.
من جهة أخرى، تلقي دراسة كاثرين موريس الضوء على أهمية الأماكن في الرواية باعتبارها "شهادات زمنية"، حيث توظف باريس كفضاء سردي يتجاوز كونه مكانًا جغرافيًا ليصبح حاملًا للذكريات الجماعية والفردية.

## شخصيات الرواية
- جون: بطل الرواية، محقق ذاتي يحاول فك شيفرات الماضي والملفات الأمنية القديمة.
- داني: شخصية غامضة تحمل أسماءً متعددة وتعيش حياة ملتبسة، رمز لفقدان الهوية وضياعها.
- لانغلي: المحقق السري الذي يسلم جون الملف الذي يفتح أمامه أبواب الماضي.
- شخصيات فرنسية ومغربية أخرى: تظهر في الرواية لتعكس الصراعات السياسية والاجتماعية بعد الحرب.